# Onyx Sports Cars

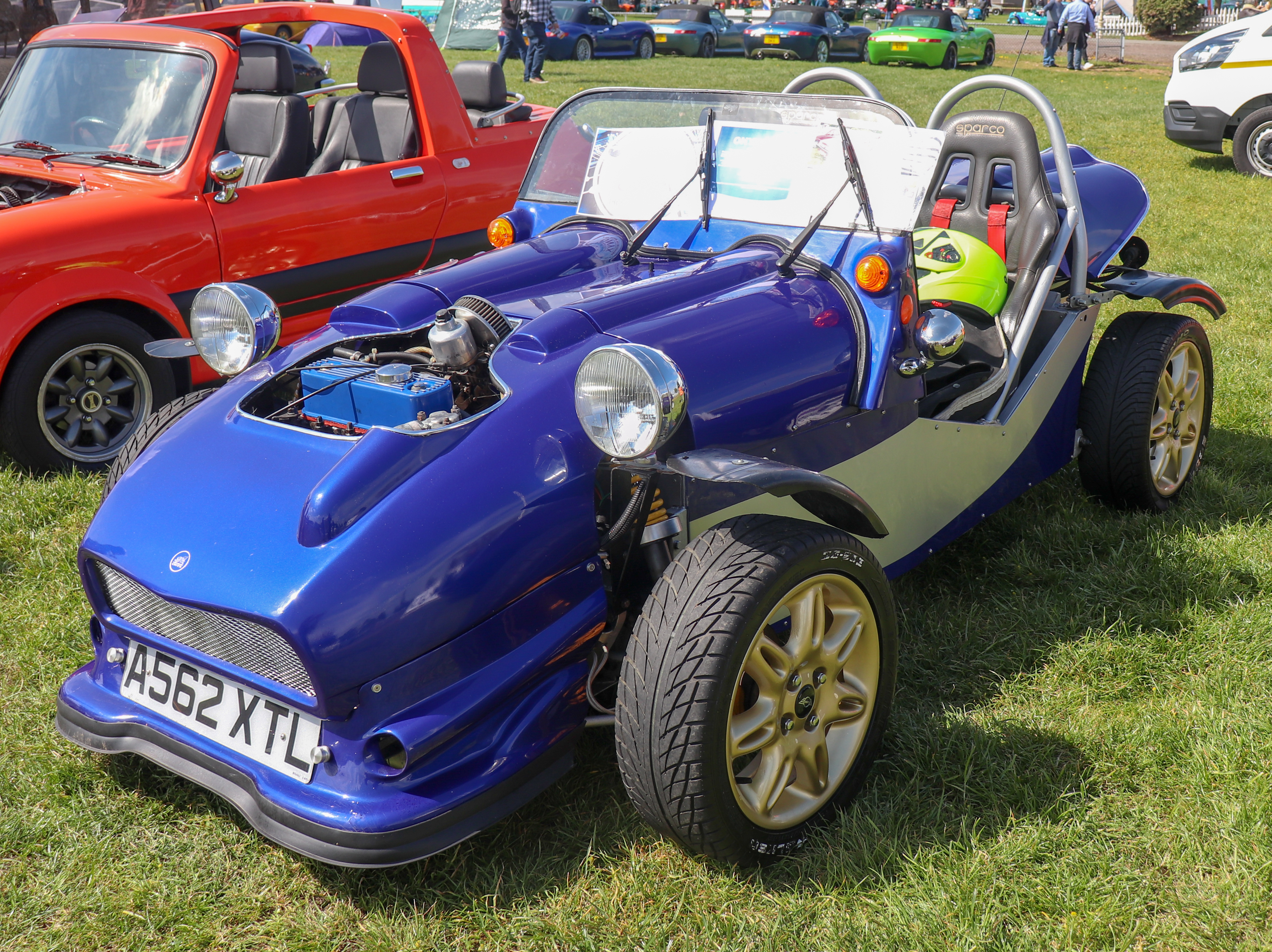
Onyx Bobcat

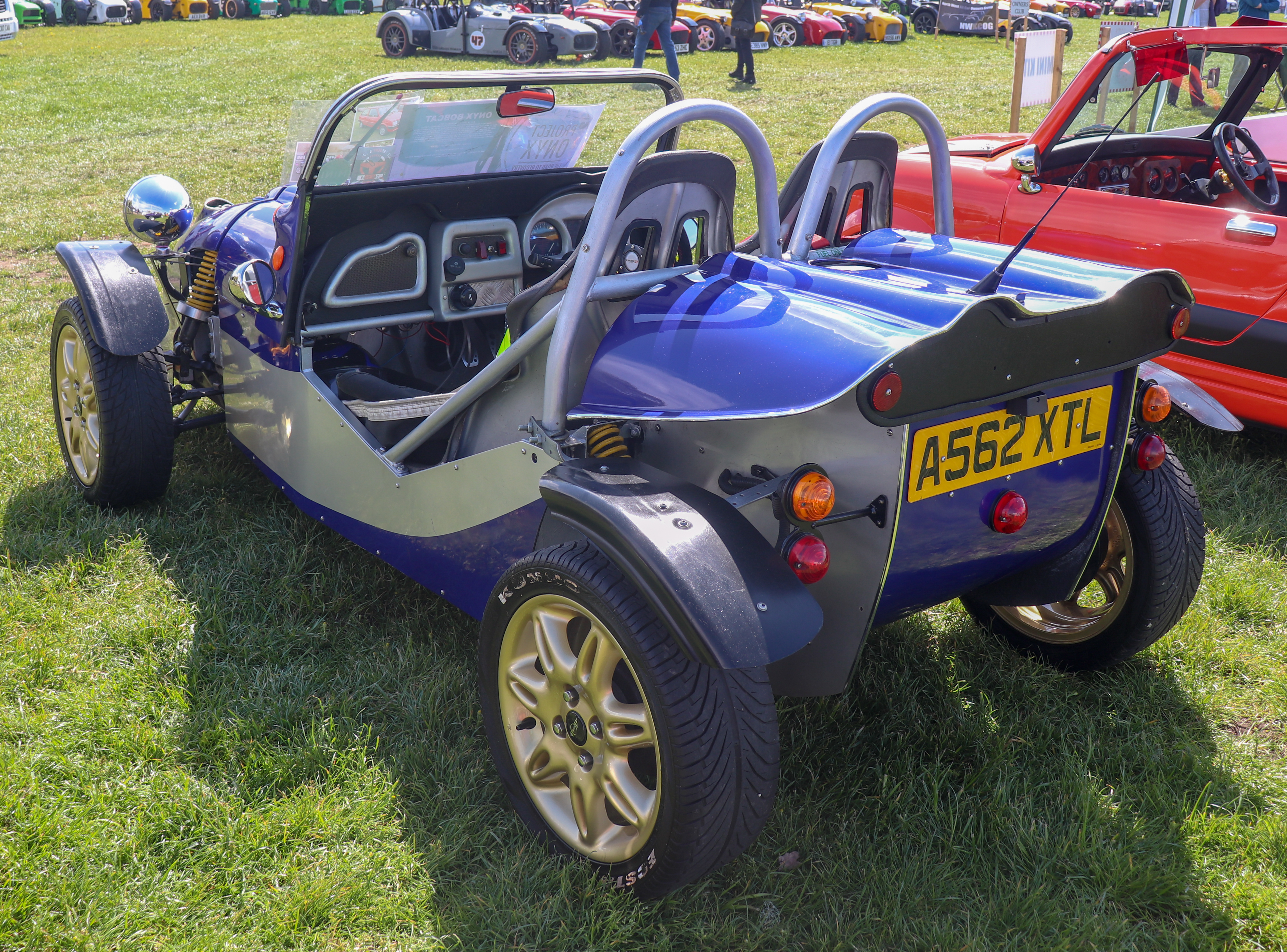
Heckansicht

Onyx Sports Cars, vorher Onyx Automotive, war ein britischer Hersteller von Automobilen.

## Unternehmensgeschichte
David Golightly gründete 1990 das Unternehmen Onyx Automotive in Mildenhall in der Grafschaft Suffolk. Er begann mit der Produktion von Automobilen und Kits. Der Markenname lautet Onyx. 1995 erfolgte der Umzug nach Grimsby in Lincolnshire und 1998 die Umfirmierung in Onyx Sports Cars. Am 11. September 2007 wurde dieses Unternehmen aufgelöst.
Die Marke existiert aber weiter. Insgesamt entstanden bisher etwa 265 Exemplare.

## Fahrzeuge
Das erste Modell war der Firefly. Dies war ein kleiner zweisitziger Roadster. Die Basis bildete ein Stahlrohrrahmen. Motoren vom Fiat Panda trieben das Fahrzeug an. Onyx stellte von 1990 bis 1998 54 Exemplare her. Formby Kit Cars aus Formby in Merseyside setzte die Produktion bis 2000 fort und verkaufte drei Exemplare. Dart Cars aus Summerleaze Crescent bei Taunton in Somerset fertigte zwischen 2005 und 2006 ein Exemplar. Danach übernahm Alphax Kitcar Engineering aus den Niederlanden das Projekt.
Der Firecat war etwas größer als der Firefly. Er hatte ein Semi-Monocoque. Motoren vom Fiat 127, Fiat Uno und Lancia Y trieben das Fahrzeug an. Die Produktion bei Onyx lief von 1993 bis 2000. RPM Sportscars setzte die Produktion von 2008 bis 2009 fort. Seit 2010 stellt Pajer Engineering & Media die Fahrzeuge her.
Vom Tomcat entstanden zwischen 1997 und 1998 etwa 50 Exemplare. Dies war ein offenes Freizeitauto mit zwei Sitzen auf Basis des Mini.
Der Nachfolger Bobcat erschien 1998. Dies war wahlweise ein Dreirad mit hinterem Einzelrad oder ein Vierrad mit hinterer Schmalspur. Ein selbst entwickelter Spaceframe-Rahmen bildete die Basis. Erneut trieb ein Vierzylindermotor vom Mini die Fahrzeuge an. Bis 2001 entstanden etwa 60 Exemplare.
Der Firefox löste 2001 den Bobcat ab. Er hatte wieder vier Räder mit identischer Spurweite vorne und hinten. Ein Vierzylindermotor aus der Rover 100er-Serie trieb das Fahrzeug an. Bis 2009 fand das Modell etwa 15 Käufer.
Vom Roadcat, der dem Mini Moke ähnelte und auf dem Mini Metro basierte, entstanden zwischen 2003 und 2004 etwa fünf Exemplare.
Der Fastcat, der gegenüber dem Firefox etwas mehr Karosserie hatte, fand zwischen 2004 und 2006 etwa vier Käufer.
Der Mongoose hatte ein Spaceframe-Fahrgestell, einen Vierzylindermotor von Rover hinter den Sitzen und eine besonders leichte offene zweisitzige Karosserie. Hiervon entstanden von 2006 bis 2009 etwa acht Exemplare.
Einziges aktuelles Modell von Onyx ist der Type EB 37. Dies ist die Nachbildung des Bugatti Type 37 aus den 1930er Jahren. Die Karosserie besteht aus Aluminium. Ein Vierzylindermotor von Rover treibt die Fahrzeuge an. Seit 2007 entstanden bisher etwa 18 Fahrzeuge.